# Liste der ältesten Schulen im deutschen Sprachraum
Auf dieser Liste sind die ältesten noch bestehenden Schulen im deutschsprachigen Raum aufgeführt, die im Mittelalter oder in der Frühen Neuzeit gegründet wurden (bis 1800). Es ist zu beachten, dass die Tradition nicht immer lückenlos zu belegen ist und die Kontinuität vielfach gebrochen sein kann. Die traditionsreichsten Schulen sind heute fast ausnahmslos Gymnasien und gehen auf Einrichtungen der höheren Bildung zurück.

## Historische Schulformen

### Mittelalter

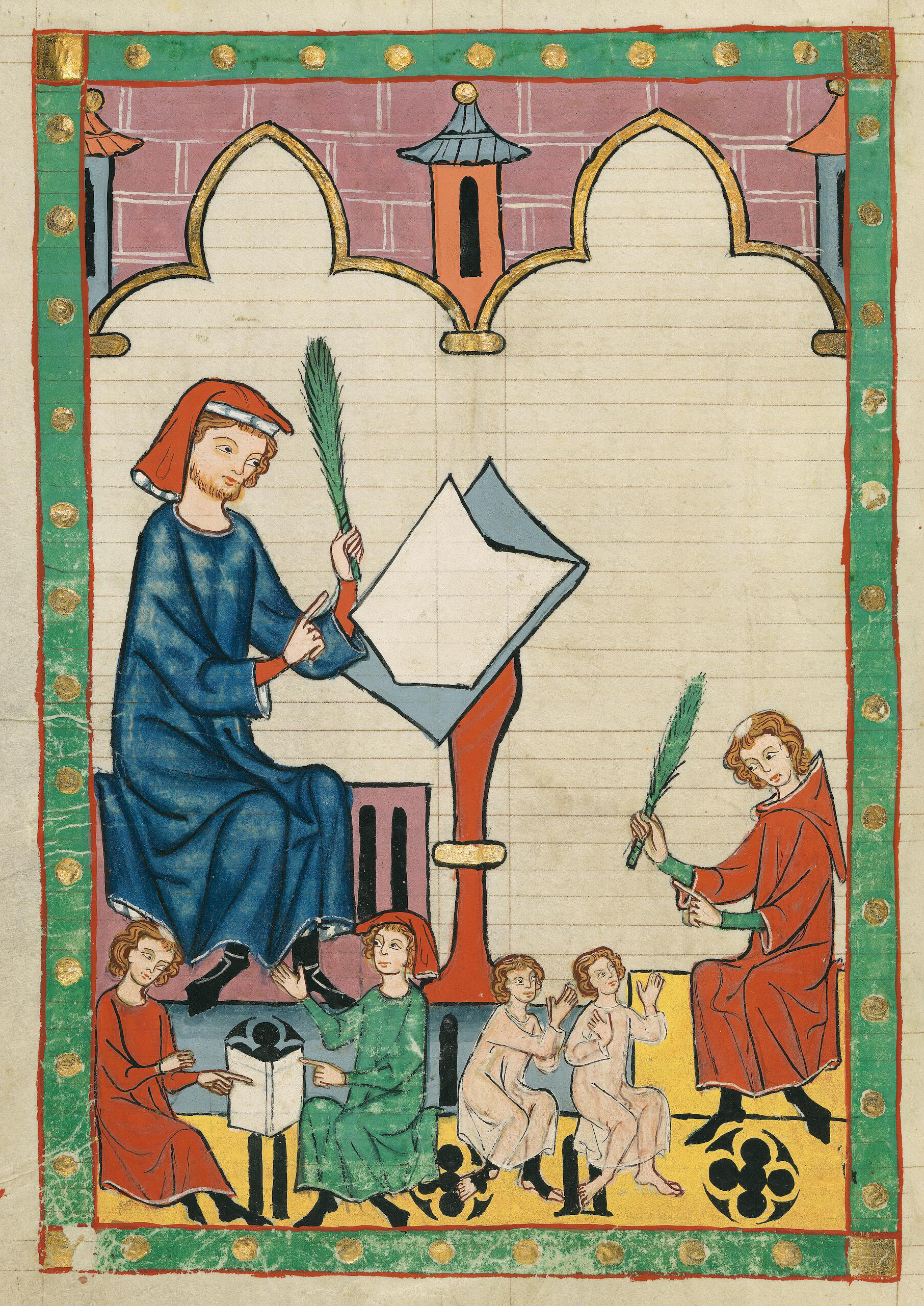
Codex Manesse (fol. 292v, um 1305): Schulmeister von Eßlingen. Darstellung des Minnesängers als Schulmeister.

In den Städten entstanden Stiftsschulen in kirchlicher und Ratsgymnasien in städtischer Trägerschaft. Ratsschulen waren meist Lateinschulen und als solche Einrichtungen der höheren Bildung, da Latein die lingua franca der Wissenschaft war. Sogenannte „Deutsche Schulen“, an denen in der Volkssprache unterrichtet wurde, waren als Klipp- oder Winkelschulen meist privat organisiert und vermittelten praktisch ausgerichtetes Elementarwissen.

### Frühe Neuzeit
Das mittelalterliche Schulsystem erlebte um 1500 durch den Humanismus erhebliche Strukturveränderungen und änderte sich durch die Reformation grundlegend. In den jetzt protestantischen Gebieten gingen die kirchlichen Schulen in landesherrliche oder städtische Verwaltung über. Im 16. Jahrhundert gründeten zahlreiche calvinistische Länder und Städte ein sogenanntes Gymnasium academicum (auch Gymnasium illustre oder Hohe Schule genannt), meist als Fürstenschule, die die Ausbildung des geistlichen Nachwuchses übernehmen sollte. Diese Einrichtungen hatten oft einen quasiuniversitären Charakter, durften aber keine akademischen Grade verleihen, da der Kaiser calvinistischen Schulen keine Universitätsprivilegien verlieh. Ähnliche voruniversitäre Bildungseinrichtungen gab es vor allem in Norddeutschland in den Gelehrtenschulen. Um auf die Herausforderungen des Protestantismus und speziell der akademischen Gymnasien zu reagieren, richtete im Zuge der Gegenreformation der 1540 gegründete Jesuitenorden zahlreiche Kollegien ein und bestimmte zwei Jahrhunderte lang das katholische Schulwesen, bis der Orden 1773 unter dem Einfluss der Aufklärung vorübergehend aufgelöst wurde.

### Neuzeit
Die nächste große Zäsur im Bildungswesen fand im Zuge der Säkularisation als Folge der Französischen Revolution und der anschließenden Koalitionskriege statt, insbesondere durch den Reichsdeputationshauptschluss von 1803. Die kirchlichen Schulen gingen jetzt in staatliche Verwaltung über. Auch nach dem Wiener Kongress 1815 blieben die Schulen weitgehend unter staatlicher Kontrolle, wurden aber z. B. durch die preußischen Reformen grundlegend umstrukturiert. Jetzt wurde das humanistische Gymnasium zur typischen Institution der höheren Bildung.

## Liste der Schulen

### Gründungen bis 1500
| Gegründet                                        | Stadt                | Land (heute) | Schule (heutiger Name)                                             | Schultypus bei der Gründung                                                                             | Entwicklung |
| ------------------------------------------------ | -------------------- | ------------ | ------------------------------------------------------------------ | --- | --- |
| 7. Jahrhundert oder frühes 8. Jahrhundert        | St. Gallen           | CH           | Flade                                                              | Klosterschule                                                                                           | Vermutlich Anfang 8. Jahrhundert (von Otmar von St. Gallen?) als Klosterschule mit interner und externer Schule gegründet. 1805 geschlossen, als die Fürstabtei St. Gallen aufgelöst wurde. 1808/1809 als „Gymnasium kath. Fundation“ und „Bürgerschule“ wiedereröffnet. Seit der Gründung der Kantonsschule am Burggraben als Sekundarschule geführt. |
| um 740                                           | Eichstätt            | DE           | Willibald-Gymnasium                                                | Kloster- und Domschule                                                                                  | 1564–1614 bischöfliches „Collegium Willibaldinum“, 1614–1773 Jesuitengymnasium, 1773–1802 erneut bischöfliches Willibaldinum (Gymnasium und – für die Studierenden der Philosophie – Lyzeum); 1803–1807 staatliches Gymnasium und Lyzeum Eichstätt; 1808–1839 Königliche Studienschule / Kgl. lateinische Schule; Kgl. humanistisches Gymnasium, dann humanistisches Gymnasium mit Oberrealschule; 1843 Neugründung eines Bischöflichen Lyzeums als akademische Studienanstalt für Philosophie und Theologie, das in der Katholischen Universität Eichstätt-Ingolstadt aufgegangen ist.         |
| um 740                                           | Freising             | DE           | Dom-Gymnasium                                                      | Kloster- und Domschule                                                                                  | 1697–1803 Freisinger Lyzeum, Wiedererrichtung 1834 als Philosophisch-theologische Hochschule Freising bis 1966. Humanistisches Dom-Gymnasium 1828 als königliche Studienanstalt gegründet. Bis 1960 mit Oberrealschule, heute mathematisch-naturwissenschaftliches Josef-Hofmiller-Gymnasium. |
| 748                                              | Fulda                | DE           | Rabanus-Maurus-Schule                                              | Klosterschule                                                                                           | 1572–1773 Jesuitenkolleg, 1734–1805 Universität Fulda und Gymnasium. |
| um 797                                           | Münster              | DE           | Gymnasium Paulinum                                                 | Domschule                                                                                               | Ab 1588 Jesuitenkolleg, ab 1778 staatliches humanistisches Gymnasium. |
| 799                                              | Essen                | DE           | Gymnasium Essen-Werden                                             | Klosterschule                                                                                           | Lateinschule der Abtei Werden; seit 16. Jahrhundert Vollgymnasium und Priesterseminar; ab 1803 kath. Höhere Rektoratschule; seit 1906 städtisch. |
| vor 800                                          | Paderborn            | DE           | Gymnasium Theodorianum                                             | Domschule                                                                                               | Im 16. Jahrhundert humanistisches „Gymnasium Salentinianum“; 1585–1773 Jesuitenkolleg; galt als dritte Fakultät der 1614 gegründeten Universität (1819 aufgelöst). |
| vor 800                                          | Passau               | DE           | Gymnasium Leopoldinum                                              | Domschule                                                                                               | Domschule aus dem 8. Jahrhundert, ab 14. Jahrhundert Lateinschule; ab 1612 Jesuitenkolleg und ab 1773 Gymnasium; kurzzeitig Europäisches, seit 2013 wieder sprachliches und humanistisches Gymnasium |
| nach 800                                         | Herford              | DE           | Friedrichs-Gymnasium                                               | Lateinschule                                                                                            | Lateinschule der Reichsabtei Herford; nach der Einführung der Reformation in der Stadt Herford am 30. Juni 1540 Verlegung ins ehemalige Augustinerkloster in gemeinsamer Trägerschaft von Abtei und Stadtrat. Seit dem 17. Jh. rein städtisch. 1766 Benennung nach Friedrich dem Großen. |
| 804                                              | Osnabrück            | DE           | Gymnasium Carolinum                                                | Domschule (bzw. Missionsschule)                                                                         | 1142 erste urkundliche Erwähnung, 1555 Simultanschule, seit Ende des 16. Jahrhunderts „Carolinum“ genannt, 1625–1633 und 1650–1773/74 Jesuitenschule, 1628–1633 Jesuitenuniversität, 1830 Einführung des Abiturs, 1885 Staatliche Schule, seit 1927 Städtisches Gymnasium. |
| um 815                                           | Hildesheim           | DE           | Gymnasium Josephinum                                               | Domschule                                                                                               | 1595–1773 „Gymnasium Mariano-Josephinum“ der Jesuiten. |
| 852                                              | Essen                | DE           | Burggymnasium                                                      | Schule für adlige Damen                                                                                 | 1819 Vereinigung der katholischen Schule mit dem 1564 gegründeten lutherischen Gymnasium |
| im 9. Jahrhundert (genaue Jahreszahl umstritten) | Xanten               | DE           | Stiftsgymnasium                                                    | Stiftsschule                                                                                            | Im 9. Jahrhundert gegründet als Stiftsschule, im Spätmittelalter Lateinschule schola latina xantinis. Ab Mitte des 20. Jahrhunderts Progymnasium, seit 1964 Vollgymnasium |
| 975                                              | Regensburg           | DE           | Musikgymnasium der Regensburger Domspatzen                         | Domschule                                                                                               | 975 gegründet von Bischof Wolfgang von Regensburg, Mitte der 1950er Jahre Schaffung einer Institution für Chor, Schule und Internat |
| 2. Hälfte 10. Jahrhundert                        | Einsiedeln           | CH           | Stiftsschule Einsiedeln                                            | Klosterschule                                                                                           | Gründung des Gymnasiums 1839, seit 1872 eidgenössisch anerkannte Maturitätsabchlüsse |
| vor 1002                                         | Verden               | DE           | Domgymnasium                                                       | Domschule                                                                                               | 1578 Reformierung als protestantische Schule. |
| vor 1047                                         | Beromünster          | CH           | Kantonsschule Beromünster                                          | Stiftsschule                                                                                            | seit 1866 Kantonsschule |
| 1088                                             | Naumburg (Saale)     | DE           | Domgymnasium                                                       | Domschule                                                                                               | Seit 1528 reformiert, ab 1542 Lateinschule, 1950 geschlossen, 1991 als Privatschule wiedergegründet. |
| vor 1140                                         | Melk                 | AT           | Stiftsgymnasium Melk                                               | Klosterschule                                                                                           | Seit 1707 ein humanistisches Gymnasium moderner Prägung, seit 1976 auch Oberstufenrealgymnasium, älteste Schule Österreichs |
| um 1160                                          | Ratzeburg            | DE           | Lauenburgische Gelehrtenschule                                     | Domschule                                                                                               | seit 1845 Gelehrtenschule |
| ca. 2. Hälfte 12. Jahrhundert                    | Engelberg            | CH           | Stiftsschule Engelberg                                             | Klosterschule                                                                                           | seit 1851 Stiftsschule |
| 1205                                             | Meißen               | DE           | Sächsisches Landesgymnasium Sankt Afra                             | Schule des Augustiner-Chorherrenstifts                                                                  | 1543 in eine von drei protestantischen Fürsten- und Landesschulen in Sachsen umgewandelt (zusammen mit Schulpforta und St. Augustin Grimma) |
| 1211                                             | Riga                 | LV           | Domschule am Dom zu Riga                                           | Lateinschule                                                                                            | Seit 1527/1528 städtische lutherische Gelehrtenschule. |
| 1212                                             | Leipzig              | DE           | Thomasschule                                                       | Schola pauperum des Augustiner-Chorherrenstifts                                                         | Seit 1539 städtisch. |
| 1223                                             | Saarbrücken          | DE           | Ludwigsgymnasium                                                   | Stiftsschule des Stifts Sankt Arnual                                                                    | Seit 1604 Gymnasium. |
| spätestens 1225                                  | Hildesheim           | DE           | Gymnasium Andreanum                                                | Lateinschule                                                                                            | Seit 1542 evangelisch-lutherisch, bis 1546 kirchlich, danach städtisch, seit 1977 wieder evangelisch-lutherisch. |
| 1236                                             | Güstrow              | DE           | Domschule Güstrow                                                  | Lateinschule                                                                                            | 1236 Stiftsschule zur Ausbildung des Kleriker-Nachwuchses, 1553 entstand die Neue Domschule mit der Vereinigung der alten Domstiftsschule und der Ratsschule, einer evangelischen Gelehrtenschule, 1902 zusammengelegt mit dem Realgymnasium zur „Vereinigte John-Brinckman-Schule und Domschule“. |
| 1249                                             | Kirchheim unter Teck | DE           | Ludwig-Uhland-Gymnasium und Schlossgymnasium                       | Lateinschule                                                                                            | 1249 urkundlich nachgewiesen, 1833 Latein- und Realschule, 1909 Realgymnasium, 1953 Gymnasium, 1966 Teilung in Schlossgymnasium und Ludwig-Uhland-Gymnasium |
| um 1250                                          | Freiburg im Breisgau | DE           | Berthold-Gymnasium                                                 | Lateinschule                                                                                            | Seit 1457 Vorbereitungsschule für die Universität, 1620 Übernahme durch die Jesuiten als Gymnasium academicum (als Teil der Universität). |
| 1253                                             | Helmstedt            | DE           | Gymnasium Julianum                                                 | Lateinschule wahrscheinlich der Dominikaner                                                             | Seit 1362 Stadtschule. |
| 1267                                             | Esslingen am Neckar  | DE           | Georgii-Gymnasium                                                  | Lateinschule                                                                                            | 1279 erste urkundliche Erwähnung, ab 1362 städtisch, ab 1840 Landexamenschule, ab 1876 Lyceum, seit 1899 Gymnasium |
| 1267                                             | Breslau              | PL           | Maria-Magdalenen-Gymnasium                                         | Lateinschule                                                                                            | 1267 als Lateinschule gegründet, 1643 zum Gymnasium erhoben. Seit 1766 angegliederte Realschule mit Deutsch als Unterrichtssprache, vier lebenden Fremdsprachen, praktischer Mathematik, Geographie, Buchhaltung u.v.m. |
| 1267                                             | Waiblingen           | DE           | Staufer-Gymnasium Waiblingen                                       | Lateinschule                                                                                            | 1267 als Lateinschule gegründet. Seit 1952 Gymnasium, seit 1962 am heutigen Standort |
| vor 1274                                         | Tübingen             | DE           | Uhland-Gymnasium                                                   | Lateinschule                                                                                            | seit dem 16. Jahrhundert „Schola anatolica“, 1818 Erhebung zum Lyzeum, 1855 Erhebung zum Gymnasium, 1937 Verleihung des Namens Uhland-Gymnasium |
| 1276                                             | Reutlingen           | DE           | Friedrich-List-Gymnasium                                           | Lateinschule                                                                                            | Seit 1842 Lyzeum. |
| 1278                                             | Biberach             | DE           | Wieland-Gymnasium                                                  | Lateinschule                                                                                            | 1278 ist die erste urkundliche Erwähnung einer Lateinschule und eines lateinischen Schulmeisters in Biberach dokumentiert. |
| vor 1280                                         | Duisburg             | DE           | Landfermann-Gymnasium                                              | Lateinschule                                                                                            | 1559 Städtisches Gymnasium (Vorgänger der 1566 gegründeten alten Universität Duisburg);1821 Stiftisches Gymnasium; 1885 Königliches Gymnasium; 1918 Staatliches Gymnasium |
| 1281                                             | Luckau               | DE           | Bohnstedt-Gymnasium                                                | Lateinschule                                                                                            | 1818 Gymnasium; seit 1953 Erweiterte Oberschule; 1982 geschlossen; 1990 Wiedereröffnung |
| 1282                                             | Horb am Neckar       | DE           | Martin-Gerbert-Gymnasium                                           | Lateinschule                                                                                            | |
| 1285                                             | Andernach            | DE           | Kurfürst-Salentin-Gymnasium                                        | Lateinschule                                                                                            | 1574 Stiftung des Kurfürsten von Köln, Graf Salentin von Isenburg; 1952 Staatliches Gymnasium |
| 1293                                             | Bielefeld            | DE           | Ratsgymnasium Bielefeld                                            | Lateinschule                                                                                            | Gründung durch Graf Otto III. von Ravensberg |
| spätestens 1294                                  | Ulm                  | DE           | Humboldt-Gymnasium                                                 | Lateinschule                                                                                            | ursprünglich Lateinschule des Klosters Reichenau, seit 1383 städtisch. Seit 1613 Gymnasium. |
| spätestens 1300                                  | Dresden              | DE           | Kreuzschule                                                        | Lateinschule für die Sänger der capella sanctae crucis, dem heutigen Dresdner Kreuzchor der Kreuzkirche | Heute ist die Kreuzschule ein evangelisches Gymnasium mit Internat. |
| 1302                                             | Neuss                | DE           | Quirinus-Gymnasium                                                 | Lateinschule                                                                                            | 1302 erste urkundliche Erwähnung der Lateinschule; seit 1562 humanistisches Gymnasium; 1616 Gründung eines Jesuitengymnasiums, ab 1783 Franziskaner-Gymnasium; 1802 Vereinigung beider Schulen und Umwandlung in ein Collège nach französischem Muster; 1814 Progymnasium; seit 1852 Vollgymnasium |
| 1305                                             | Krems an der Donau   | AT           | Bundesgymnasium und Bundesrealgymnasium Krems (Piaristengymnasium) | Lateinschule                                                                                            | 1232 erste urkundliche Erwähnung eines Schulmeisters; 1305 erste erhalten gebliebene Schulordnung der Lateinschule; 1579 Bezeichnung der fünfklassigen lateinischen Stadtschule als Gymnasium; 1616 Gründung eines sechsklassigen Jesuitengymnasiums; 1776 Übernahme durch den Piaristen-Orden; 1802–1849 Führung einer philosophischen Lehranstalt(universitäre Einrichtung); 1849 Verlängerung der gymnasialen Ausbildung auf acht Jahre; 1871 Übernahme des Piaristengymnasiums durch den Staat                                                                                              |
| spätestens 1307                                  | Schleswig            | DE           | Domschule                                                          | Domschule                                                                                               | Erste urkundliche Erwähnung 1307; Einrichtung der Schule um 1100 wahrscheinlich. |
| 1307                                             | Salzwedel            | DE           | Friedrich-Ludwig-Jahn-Gymnasium                                    | Lateinschule (der Altstadt Salzwedel)                                                                   | Erste urkundliche Erwähnung 1307. 1744 Vereinigung mit Lateinschule der Neustadt. 1882 Umzug des Gymnasiums in heutiges Gebäude Vor dem Lüchower Tor. |
| 1319                                             | Plauen               | DE           | Diesterweg-Gymnasium                                               | Lateinschule                                                                                            | Erste urkundliche Erwähnung 1319 der dem Komtur des Deutschen Ordens zu Plauen unterstehenden Lateinschule. Um 1800 Lyzeum, seit 1835 Gymnasium. Ab 1946/53 Oberschule, ab 1960 Erweiterte Oberschule, seit 1990 wieder Gymnasium. |
| 1320                                             | Kiel                 | DE           | Kieler Gelehrtenschule                                             | Lateinschule                                                                                            | Seit dem 16. Jahrhundert Gelehrtenschule. |
| 1325                                             | Aschersleben         | DE           | Stephaneum                                                         | Lateinschule                                                                                            | Urkundliche Ersterwähnung 1325, vermutlich viel älter. Seit 1864 Realschule 1. Ordnung. Von 1953 bis 1991 (Erweiterte) Oberschule „Thomas Müntzer“. Danach Rückbenennung in „Gymnasium Stephaneum“. |
| 1328                                             | Celle                | DE           | Ernestinum                                                         | Lateinschule                                                                                            | Geht wahrscheinlich auf eine ältere Lateinschule zurück |
| spätestens 1329                                  | Wangen im Allgäu     | DE           | Rupert-Neß-Gymnasium                                               | Lateinschule                                                                                            | |
| spätestens 1329                                  | Warendorf            | DE           | Gymnasium Laurentianum                                             | Lateinschule                                                                                            | Seit 1675 Gymnasium. |
| 1330                                             | Stadthagen           | DE           | Ratsgymnasium                                                      | Lateinschule                                                                                            | 1610 Gymnasium illustre, 1619 Gründung der Universität Ernestina, 1621 Verlegung der Universität nach Rinteln. |
| 1333                                             | Uelzen               | DE           | Herzog-Ernst-Gymnasium                                             | Lateinschule                                                                                            | 1333 erste Erwähnung; seit 1816 Bürgerschule, seit 1926 Reformrealgymnasium, seit 1937 Oberschule, seit 1955 Gymnasium |
| 1337                                             | Rheinberg            | DE           | Amplonius-Gymnasium                                                | Lateinschule                                                                                            | 1889 geschlossen; 1903 als private Rektoratsschule der katholischen Pfarrgemeinde neu wiedergegründet; seit 1912 städtisch; seit 1939 Oberschule für Jungen; ab 1946 Progymnasium; seit 1957 Gymnasium |
| vor 1342                                         | Wesel                | DE           | Konrad-Duden-Gymnasium                                             | Städtische Lateinschule                                                                                 | wahrscheinlich 1241 oder 1277; Seit 1540 evangelisch-reformiert; seit 1612 als Gymnasium bezeichnet. |
| 1348                                             | Hannover             | DE           | Ratsgymnasium Hannover                                             | Lateinschule                                                                                            | Nach 1532 evangelisch-reformiertes humanistisches Gymnasium. |
| vor 1354                                         | Markgröningen        | DE           | Hans-Grüninger-Gymnasium                                           | Kirchliche Lateinschule                                                                                 | vermutlich im 13. Jhdt. eingerichtet (urkundlich belegt für 1354); seit dem 16. Jhdt. evangelisch-reformiert, dann städtisch; 1922 geschlossen, 1966 durch Gymnasium ersetzt. |
| 1354                                             | Quakenbrück          | DE           | Artland-Gymnasium                                                  | Lateinschule                                                                                            | |
| vor 1373                                         | Wertheim             | DE           | Dietrich-Bonhoeffer-Gymnasium                                      | Lateinschule                                                                                            | Erste urkundliche Erwähnung 1373. |
| vor 1376                                         | Hann. Münden         | DE           | Grotefend-Gymnasium                                                | Ratsschule                                                                                              | 1376 Ersterwähnung im Stadtbuch; 1542 Höhere Schule; 1829 Rückstufung zur Realschule; seit 1897 Gymnasium |
| 1376                                             | Weikersheim          | DE           | Gymnasium Weikersheim                                              | Lateinschule                                                                                            | Seit 1376 ist eine Lateinschule belegbar, die möglicherweise schon früher bestand; später Gymnasium. |
| 1379                                             | Möckmühl             | DE           | Gymnasium Möckmühl                                                 | Lateinschule                                                                                            | 1379 Gründung eines Chorherrenstifts mit Lateinschule; 1840 Beginn einer gymnasialen Ausrichtung |
| 1380                                             | Hermannstadt         | RO           | Samuel-von-Brukenthal-Gymnasium                                    | Schule                                                                                                  | 1380 erste Erwähnung; 1555 Gymnasium; 1578 Gymnasium academicum; 1779–1781 Errichtung des jetzigen Schulgebäudes; 1919 neben der klassischen Gymnasialabteilung eine „Realabteilung“, an welcher das Griechische durch Geometrie, Chemie und Biologie ersetzt wird; seit 1921 Schulname „Brukenthalgymnasium“; bis heute eine Schule in deutscher Unterrichtssprache für die deutsche Minderheit in Rumänien |
| 1385                                             | Amberg               | DE           | Erasmus-Gymnasium                                                  | Lateinschule                                                                                            | 1385 Lateinschule bei St. Martin, unter Aufsicht des Franziskanerordens, später unter kommunaler Trägerschaft. Sowohl die städtische als auch die staatliche Verwaltung rekrutierte aus den Absolventen ihre Mitarbeiter; die Bürgersöhne der Stadt besuchten die Lateinschule und bekamen das Rüstzeug, das ihnen später den Besuch der Universität ermöglichte. 1556 Umstellung der katholischen Schule auf einen protestantischen Lehrbetrieb; 1626 Umwandlung in ein Jesuiten-Gymnasium, ab 1773 kurfürstliches Gymnasium; ab 1806 königliches Gymnasium; ab 1914 Humanistisches Gymnasium. |
| 1390                                             | Buxtehude            | DE           | Halepaghen-Schule                                                  | Klosterschule                                                                                           | 1390 erstmals ein rector scholarium urkundlich erwähnt, 1552 reformatorische „Kirchen- und Schulordnung“/Lehrplan mit Katechismusunterricht, ab 1641 Unterricht durch Rechenmeister wie Nicolaus und Matthias Rohlfs, 1836 nur noch „Rektorschule“ zwischen Volksschule und Progymnasium, 1881 Anerkennung als Höhere Bürgerschule nach Vereinigung mit der höheren Töchterschule (gegründet 1853), seit 1927 Reformrealgymnasium und Koedukation, 1932 erster Abiturjahrgang, 1947 „Städtische Oberschule“, 1952 Umbenennung in Halepaghen-Schule                                              |
| 1392                                             | Marbach am Neckar    | DE           | Friedrich-Schiller-Gymnasium                                       | Lateinschule                                                                                            | |
| 1393                                             | Kulmbach             | DE           | Markgraf-Georg-Friedrich-Gymnasium Kulmbach                        | Lateinschule                                                                                            | 1802 höhere Bürgerschule, 1893 Königliche Realschule, seit 1950 Gymnasium |
| vor 1393                                         | Rendsburg            | DE           | Herderschule                                                       | Stadtschule                                                                                             | 1590 Lateinschule; 1820 Gelehrtenschule; 1854 Realgymnasium; 1947 „Herderschule“ (bis 1973 altsprachliches Gymnasium) |
| 1393                                             | Stade                | DE           | Athenaeum                                                          | Klosterschule                                                                                           | Seit der Reformation Lateinschule. |
| 1395                                             | Sindelfingen         | DE           | Goldberg-Gymnasium                                                 | Lateinschule                                                                                            | |
| um 1400                                          | Bad Windsheim        | DE           | Georg-Wilhelm-Steller-Gymnasium                                    | Lateinschule                                                                                            | Seit 1611 als Gymnasium bezeichnet. |
| 1406                                             | Lüneburg             | DE           | Johanneum                                                          | Städtische Lateinschule.                                                                                | |
| 1407                                             | Dresden              | DE           | Gymnasium Dreikönigschule                                          | Lateinschule in Altendresden                                                                            | 1947 aufgelöst, 1992 neu gegründet |
| 1414                                             | Borken               | DE           | Gymnasium Remigianum                                               | Lateinschule.                                                                                           | erste Erwähnung der Borkener „Lateinschule“ in einer Schenkungsurkunde von Johann Walling, dem ersten Dechanten des Borkener Kollegiatkapitels |
| 1415                                             | Braunschweig         | DE           | Martino-Katharineum                                                | Lateinschule                                                                                            | Martineum seit 1415; Martineum und Katharineum seit 1745 Gymnasien; seit 1828 ein Gesamtgymnasium, ab 1866 als Martino-Katharineum. |
| vor 1421                                         | Recklinghausen       | DE           | Gymnasium Petrinum                                                 | Lateinschule                                                                                            | Seit 1729 Franziskanerschule, seit 1820 städtisch. |
| vor 1424                                         | Bozen                | IT           |                                                                    | Lateinschule                                                                                            | Eine eigene Schulordnung ist textlich vorhanden (die ordnung, die ain yder schulmaister ze Pötczen in der schulen haltten sol). Bereits 1237 ist ein Bozner Schulmeister namens Konrad urkundlich belegt (magister Conradus scolasticus). |
| 1432                                             | Landau               | DE           | Eduard-Spranger-Gymnasium                                          | Lateinschule                                                                                            | erste urkundliche Erwähnung 1432 |
| 1445                                             | Eppingen             | DE           | Hartmanni-Gymnasium                                                | Lateinschule                                                                                            | erste urkundliche Erwähnung 1445 |
| 1446                                             | Schleusingen         | DE           | Hennebergisches Gymnasium                                          | Lateinschule                                                                                            | Gymnasium ab 1577 |
| 1447                                             | Pforzheim            | DE           | Reuchlin-Gymnasium                                                 | Lateinschule                                                                                            | Erste Lateinschule wahrscheinlich bereits nach 1219 gegründet. Im 15. und 16. Jhdt. eine der bedeutendsten Schulen in Deutschland. Ab 1718 als Collegium Reuchlinianum weitergeführt, ab 1905 Reuchlin-Gymnasium. |
| 1450                                             | Köln                 | DE           | Dreikönigsgymnasium                                                | Private Lateinschule                                                                                    | 1552 von der Stadt Köln übernommen; 1557 bis 1778 Jesuitengymnasium. |
| 1450                                             | Lüdenscheid          | DE           | Zeppelin-Gymnasium                                                 | kirchliche Lateinschule                                                                                 | Lateinschule 1450–1858, ab 1685 Rektoratsschule. Ab 1858 höhere Knabenschule in städtischer Trägerschaft, ab 1930 Realgymnasium und Oberrealschule. |
| 1458                                             | Görlitz              | DE           | Gymnasium Augustum                                                 | Klosterschule                                                                                           | 1565 städtische Lateinschule; 1945 geschlossen; 1990 Neugründung; seit 2008 zusammengeschlossen zum Gymnasium Anne-Augustum |
| 1477                                             | Northeim             | DE           | Gymnasium Corvinianum                                              | Lateinschule                                                                                            | |
| 1479                                             | Schwabach            | DE           | Adam-Kraft-Gymnasium                                               | Lateinschule                                                                                            | Seit 1894 Progymnasium, seit 1948 Oberrealschule mit Gymnasium. |
| 1497                                             | Breslau              | PL           | Elisabet-Gymnasium (auch Elisabeth od. Elisabethan)                | Lateinschule                                                                                            | Entwickelte sich aus einer 1293 gegründeten Trivialschule für Knaben. |

### 16. Jahrhundert
| Gegründet | Stadt                        | Land (heute) | Schule (heutiger Name)                                            | Schultypus bei der Gründung                                                                                            | Entwicklung |
| --------- | ---------------------------- | ------------ | ----------------------------------------------------------------- | --- | --- |
| um 1500   | Weinsberg                    | DE           | Justinus-Kerner-Gymnasium Weinsberg                               | Lateinschule | 1540 Bau eines neuen Schulhauses nachgewiesen; seit 1970 heutiger Name |
| um 1500   | Heidenheim an der Brenz      | DE           | Hellenstein-Gymnasium                                             | Lateinschule | 1899 Einweihung heutiges Schulgebäude; 1914 erstes Abitur; seit 1953 heutiger Name |
| um 1500   | Attendorn                    | DE           | Rivius-Gymnasium                                                  | Humanistenschule | seit 1975 heutiger Name |
| 1505      | Emden                        | DE           | Johannes-Althusius-Gymnasium                                      | Lateinschule | 1483 erste Erwähnung einer Lateinschule; seit 1836 Gymnasium |
| 1505      | Regensburg                   | DE           | Gymnasium poeticum                                                | Entstanden als städtische protestantische Lateinschule (Wahlenstr.) Ab 1542 am neuen Standort (Gesandtenstr.)          | 1811 Zusammenschluss mit dem zunächst jesuitischen, dann bischöflichen Gymnasium St. Paul (1589) zum sog. paritätischen Gymnasium. Nach Neubau 1880 am Ägidienplatz genannt Königlich bayerisches Gymnasium, dann Altes Gymnasium ; seit 1962 im Neubau im Stadtwesten, mit Namensgebung Albertus-Magnus-Gymnasium |
| 1510      | Meiningen                    | DE           | Henfling-Gymnasium                                                | Lateinschule | Entstanden aus einer älteren Trivialschule; 1705 zum Lyzeum illustre erhoben; 1821 in Gymnasium Bernhardinum umbenannt; 1945 heutige Namensgebung |
| vor 1510  | Simmern/Hunsrück             | DE           | Herzog-Johann-Gymnasium                                           | Lateinschule | 1965 heutige Namensgebung |
| 1512      | Leipzig                      | DE           | Nikolaischule                                                     | Lateinschule, Bürgerschule                                                                                             | Ab 1995 Gymnasium Neue Nikolaischule Leipzig |
| 1515      | Freiberg                     | DE           | Geschwister-Scholl-Gymnasium                                      | Lateinschule | Ab 1876 Gymnasium Albertinum; nach 1945 EOS „Geschwister-Scholl“; nach 1990 Geschwister-Scholl-Gymnasium |
| 1520      | Frankfurt am Main            | DE           | Lessing-Gymnasium und Goethe-Gymnasium                            | Lateinschule | 1897 in das altsprachliche Lessing-Gymnasium und das reformierte Goethe-Gymnasium aufgeteilt |
| 1522      | Altenburg                    | DE           | Friedrichgymnasium                                                | Städtische Lateinschule                                                                                                | Seit 1713 „Herzogliches Friedrichgymnasium“; 1947 Auflösung und Umwandlung zur Erweiterten Oberschule (EOS) „Karl Marx“; 1991 Wiedergründung als Gymnasium |
| 1523      | Bad Bergzabern               | DE           | Gymnasium im Alfred-Grosser-Schulzentrum                          | Lateinschule | während der Französischen Revolution geschlossen, 1836 wieder eröffnet |
| 1524      | Gotha                        | DE           | Gymnasium Ernestinum                                              | Gymnasium illustre | 1945 aufgelöst, 1991 wiedergegründet; bis 1947 ältestes Gymnasium des deutschsprachigen Raums |
| 1524      | Lemgo                        | DE           | Engelbert-Kaempfer-Gymnasium                                      | | |
| 1524      | Nordhausen                   | DE           | Staatliches Gymnasium „Wilhelm von Humboldt“                      | Humanistisches Gymnasium                                                                                               | 1945 Vereinigung des Oberlyzeums und Gymnasiums Nordhausen zur „Humboldt-Oberschule“, 1991 Wiedergründung als Gymnasium |
| 1526      | Nürnberg                     | DE           | Melanchthon-Gymnasium                                             | Städtisches Gymnasium                                                                                                  | seit 1808 Staatliches Gymnasium; seit 1933 heutiger Name; durch Schließung des Gymnasiums Ernestinum seit 1947 ältestes Gymnasium des deutschsprachigen Raums |
| 1526      | Ingolstadt                   | DE           | Reuchlin-Gymnasium                                                | Pädagogium | Ab 1571 Jesuitenschule |
| 1526      | Zerbst                       | DE           | Gymnasium Francisceum                                             | | Ursprünglich Franziskanerkloster, welches von 1235/45 erbaut wurde. Von 1582 bis 1798 war es ein Gymnasium Illustre (Anhaltische Landesuniversität mit Lateinschule). Heute ist die Schule ein staatliches Gymnasium. |
| 1527      | Marburg/Lahn                 | DE           | Gymnasium Philippinum                                             | Pädagogium der Universität Marburg                                                                                     | Ab 1833 als kurfürstliches Gymnasium von der Universität unabhängig |
| 1527      | Husum                        | DE           | Hermann-Tast-Schule                                               | Evangelische Stadtschule (Lateinschule)                                                                                | |
| 1527      | Bautzen                      | DE           | Philipp-Melanchthon-Gymnasium                                     | Evangelische Ratsschule (Lateinschule)                                                                                 | |
| 1527      | Worms                        | DE           | Rudi-Stephan-Gymnasium                                            | Städtische Lateinschule                                                                                                | |
| 1528      | Goslar                       | DE           | Ratsgymnasium                                                     | Städtische Schule | |
| 1528      | Ansbach                      | DE           | Gymnasium Carolinum                                               | Lateinschule, Städtische Schule                                                                                        | Ab 1737 Gymnasium illustre; 1792–1806 Königlich-Preußisches Gymnasium |
| 1528      | Lindau                       | DE           | Bodensee-Gymnasium                                                | Lateinschule | |
| 1529      | Hamburg                      | DE           | Gelehrtenschule des Johanneums                                    | Gelehrtenschule | |
| 1529      | Bremen                       | DE           | Altes Gymnasium                                                   | Gymnasium illustre | |
| 1530      | Minden                       | DE           | Ratsgymnasium                                                     | Städtische Schule | |
| 1530      | Weiden in der Oberpfalz      | DE           | Augustinus-Gymnasium                                              | Lateinschule | Von 1530 bis 1627 gab es in Weiden eine Lateinschule, deren Besuch den Eintritt in eine Universität erlaubte. Daran schlossen sich bis 1868 mehrere Lateinschulen verschiedener Konfessionen an, 1877 Eröffnung einer Realschule mit angegliederten Lateinklassen, 1903 Progymnasium mit sechs Klassen, Humanistisches Gymnasium |
| 1531      | Lübeck                       | DE           | Katharineum                                                       | Lateinschule | |
| 1531      | Augsburg                     | DE           | Gymnasium bei St. Anna                                            | Gelehrtenschule | |
| um 1532   | Einbeck                      | DE           | Goetheschule Einbeck                                              | Evangelische Ratsschule (Lateinschule)                                                                                 | heutige Namensgebung 1949 |
| 1534      | Soest                        | DE           | Archigymnasium                                                    | Lateinschule | |
| 1535      | Anklam                       | DE           | Lilienthal-Gymnasium                                              | Lateinschule | |
| 1536      | Siegen                       | DE           | Gymnasium Am Löhrtor                                              | Lateinschule | Eine städtische Pfarrschule als Vorgängerinstitution 1342 erstmals erwähnt; 1536 von Erasmus Sarcerius zur Lateinschule umgewandelt |
| 1537      | Windsbach                    | DE           | Johann-Sebastian-Bach-Gymnasium Windsbach                         | Lateinschule | 1898 Progymnasium, 1949 Vollanstalt, 1966 heutige Namensgebung |
| 1537      | Blankenburg (Harz)           | DE           | Gymnasium Am Thie                                                 | Lateinschule | 1677 Herzogliches Gymnasium Rudolph-Augusteum, 1877 Humanistisches Gymnasium, 1927 Reformrealgymnasium, 1969 Polytechnische und Erweiterte Oberschule, seit 1991 Gymnasium „Am Thie“ |
| 1539      | Meißen                       | DE           | Gymnasium Franziskaneum Meißen                                    | Lateinschule | |
| 1540      | Meldorf                      | DE           | Meldorfer Gelehrtenschule                                         | Gelehrtenschule | |
| 1540      | Speyer                       | DE           | Gymnasium am Kaiserdom                                            | Lateinschule | Als lateinische Ratsschule gegründet, seitdem fast durchgehendes Bestehen (allerdings unter einigen Namens- und Formänderungen, u. a. war die Schule schon ein Gymnasium, eine Realschule oder beides gleichzeitig, ein Collège oder die einzige vollständige kgl. Studienanstalt in der Pfalz). |
| 1540      | Weilburg                     | DE           | Gymnasium Philippinum                                             | Lateinschule | |
| 1541      | Wismar                       | DE           | Große Stadtschule                                                 | Evangelisch-lutherische Lateinschule                                                                                   | Ab 1948 Erweiterte Oberschule, seit 1989 wieder Gymnasium |
| 1542      | Linz                         | AT           | Akademisches Gymnasium Linz                                       | Evangelische Landschaftsschule                                                                                         | |
| vor 1543  | Düren                        | DE           | Stiftisches Gymnasium Düren                                       | Lateinschule | Für 1543 Schulhaus nachgewiesen, das beim Stadtbrand beschädigt wurde |
| 1543      | Friedberg (Hessen)           | DE           | Augustinerschule                                                  | Lateinschule der Stadt Friedberg                                                                                       | Der Rat der Stadt Friedberg beschloss am 19. April 1543 die Gründung und Unterbringung im Klostergebäude der Barfüßer. Seit dem Umzug 1581 in das leerstehende Kloster des Augustinerordens hat sich der Name Augustinerschule eingebürgert. Erster Lehrer der Schule war Magister Hieronymus Hanuoldt, der bei Philipp Melanchthon in Wittenberg studiert hatte und von diesem auf Anfrage des Burggrafen Johann Brendel von Homburg nach Friedberg geschickt wurde. |
| 1543      | Ronnenberg                   | DE           | Grundschule                                                       | Termenei / Zentralschule                                                                                               | 1922 mit Gehobener Abteilung (Mittelschule) 1955 mit Differenziertem Mittelbau 1966 Anerkennung als Realschule offiz. Name „Volksschule mit Förderstufe und Realschulzug“ 1976 Aufteilung in Grundschule und Realschule. |
| 1543      | Schulpforte                  | DE           | Landesschule Pforta                                               | Sächsische protestantische Fürsten- und Landesschule (1 von 3, zusammen mit Sankt Afra Meißen und St. Augustin Grimma) | 1935–1945 Nationalpolitische Erziehungsanstalt (NPEA, auch: Napola) |
| 1543      | Meißen                       | DE           | Sächsisches Landesgymnasium Sankt Afra                            | Sächsische protestantische Fürsten- und Landesschule (1 von 3, zusammen mit Schulpforta und St. Augustin Grimma)       | 1950 geschlossen, 1992 neu gegründet |
| 1543      | Dortmund                     | DE           | Stadtgymnasium                                                    | Archigymnasium (evangelische Gelehrtenschule)                                                                          | |
| 1543      | Wolfenbüttel                 | DE           | Große Schule                                                      | Lateinschule | |
| 1544      | Eisenach                     | DE           | Martin-Luther-Gymnasium                                           | Schola Provincialis | Seit 1185 existierte die Lateinschule St. Georgen; 1707 Erhebung zum Gymnasium illustre; 1950 Umwandlung in Erweiterte Oberschule; 1960 Auflösung; seit 1991 wieder Gymnasium |
| 1545      | Halberstadt                  | DE           | Gymnasium Martineum                                               | Pfarrschule | 1545 von Pfarrschule zur ersten städtischen Schule Halberstadts umgewandelt |
| 1545      | Düsseldorf                   | DE           | Görres-Gymnasium                                                  | Herzogliche Landesschule                                                                                               | Von 1625 bis 1773 unter der Leitung der Jesuiten; anschließend Kurfürstliches Gymnasium |
| 1545      | Öhringen                     | DE           | Hohenlohe-Gymnasium                                               | Hohenlohesches Landesgymnasiums                                                                                        | Gründung während der Reformationszeit durch die Grafen zu Hohenlohe, nachdem es zuvor eine Schule des Öhringer Chorherren-Stifts gegeben hatte; ab 1811 Lateinschule ohne gymnasiale Oberstufe; ab 1847 Lyzeum; ab 1903 Progymnasium; ab 1928 Progymnasium und Realschule; seit 1956 Gymnasium |
| 1546      | Eisleben                     | DE           | Martin-Luther-Gymnasium                                           | Höhere Landesschule | gegründet von Martin Luther |
| 1546      | Heidelberg                   | DE           | Kurfürst-Friedrich-Gymnasium                                      | Pädagogium | gegründet von Kurfürst Friedrich II. |
| 1546      | Hof                          | DE           | Jean-Paul-Gymnasium                                               | humanistisch-reformatorisches Gymnasium                                                                                | gegründet von Markgraf Albrecht Alcibiades von Brandenburg-Kulmbach |
| 1549      | Kremsmünster                 | AT           | Stiftsgymnasium Kremsmünster                                      | Klosterschule, Lateinschule                                                                                            | gegründet von Abt Gregor Lechner, aus einer bereits (seit 777?) bestehenden Klosterschule entstanden |
| 1550      | Grimma                       | DE           | Gymnasium St. Augustin                                            | Sächsische protestantische Fürsten- und Landesschule (1 von 3, zusammen mit Sankt Afra Meißen und Schulpforta)         | |
| 1550      | Bad Homburg vor der Höhe     | DE           | Kaiserin-Friedrich-Gymnasium                                      | Lateinschule | Aus einer bereits bestehenden Volksschule entstanden |
| 1550      | Dillingen an der Donau       | DE           | Johann-Michael-Sailer-Gymnasium                                   | Jesuiten-Gymnasium | Fürstbischöfliche Gründung, bis 1773 jesuitisch, seit 1803 staatlich |
| 1552      | Klagenfurt                   | AT           | Europagymnasium                                                   | Reformiertes Gymnasium                                                                                                 | Gründung als Gelehrtenschule. Ab 1604 Jesuitenkolleg, ab 1773 Lyzeum |
| 1553      | Wien                         | AT           | Akademisches Gymnasium                                            | Jesuitenkolleg | |
| 1553      | Schwerin                     | DE           | Fridericianum                                                     | Fürstenschule | |
| 1554      | Roßleben                     | DE           | Klosterschule Roßleben                                            | Knabenschule | 1949–1990 EOS Goetheschule Roßleben |
| 1554      | Rothenburg ob der Tauber     | DE           | Reichsstadtgymnasium                                              | Knabenschule | 1593 Lateinschule, 1913 Progymnasium, 1978 Reichsstadtgymnasium |
| 1555      | Laubach                      | DE           | Laubach-Kolleg                                                    | Lateinschule | |
| 1556      | Maulbronn und Blaubeuren     | DE           | Evangelische Seminare / Gymnasien mit Internat                    | Protestantische Klosterschulen                                                                                         | Maulbronn seit 1807, Blaubeuren seit 1817 als „Seminar“ bezeichnet. Heute staatliche Gymnasien mit kirchlichem Internat für die Klassen 9 bis 12. |
| 1556      | Lörrach                      | DE           | Hebel-Gymnasium                                                   | Lateinschule | |
| 1559      | München                      | DE           | Wilhelmsgymnasium                                                 | Pädagogium | |
| 1559      | Offenhausen (Oberösterreich) | AT           | Volksschule Offenhausen                                           | Dorfschule | 1559 von Jörg III. von Perkheim in seinem Testament als „gemaine Schul“ gestiftet |
| 1561      | Erfurt                       | DE           | Evangelisches Ratsgymnasium                                       | Pädagogium | zunächst „paedagogium in coenobio Augustiniano“, ab 1624 „Gymnasium evangelicum“, 1950 geschlossen, 1992 wiedereröffnet |
| 1561      | Greifswald                   | DE           | Friedrich-Ludwig-Jahn-Gymnasium                                   | Städtische Schule | zunächst schola senatorium, 1820–1947 und wieder seit 1991 Gymnasium, 1947–1991 Erweiterte Oberschule |
| 1561      | Trier                        | DE           | Friedrich-Wilhelm-Gymnasium                                       | Jesuitenkolleg | seit 1896 unter heutigem Namen |
| 1561      | Mainz-Neustadt               | DE           | Rabanus-Maurus-Gymnasium                                          | Jesuitenkolleg | Seit 1773 humanistisches Kurfürstlich Mainzisches Emmerizianisches Gymnasium; 1618–1782 ist das Gymnasium gemeinsam mit der Universität in der Domus Universitatis untergebracht. |
| 1561      | Oppenheim am Rhein           | DE           | Gymnasium zu St. Katharinen                                       | Lateinschule | Die Gründung der reformierten Lateinschule des Katharinenstiftes erfolgte durch Kurfürst Friedrich III. von der Pfalz, welcher den Heidelberger Humanisten Friedrich Zorn mit der Leitung eines Gymnasiums beauftragte. Nach der Vertreibung der Franziskaner zog die Schule in das Kloster (heute St. Bartholomäus) ein. Die Ausbildung der Schüler bereitete auf ein Studium an der Universität Heidelberg vor.                                                     |
| 1561      | Weimar                       | DE           | Goethegymnasium                                                   | Lateinschule | 1561 Stadt- und Landschule, ab 1712 „Wilhelminum Ernestinum“, seit 1716 Wilhelm-Ernst-Gymnasium Weimar, 1887 Umzug in größeren Schulneubau, nach 1945 sowjet. Militärschule, 1951 bis 1991 Polytechnische Oberschule „Johann Wolfgang von Goethe“, seit 1991 Goethegymnasium. |
| 1561      | Würzburg                     | DE           | Wirsberg-Gymnasium                                                | Lateinschule | |
| 1562      | Innsbruck                    | AT           | Akademisches Gymnasium                                            | Lateinschule und Jesuitenkolleg                                                                                        | |
| 1564      | Ohrdruf                      | DE           | Gymnasium Gleichense                                              | Lateinschule | seit 1623 Lyzeum illustre; 1870–1946 Gräflich Gleichensches Gymnasium; 1854–1945 Verlust der Bezeichnung Lyzeum und der direkten Hochschul-Reife |
| 1564      | Parchim                      | DE           | Friedrich-Franz-Gymnasium                                         | Lateinschule | erst Große Stadtschule, 1827 Friedrich-Franz-Gymnasium |
| 1566      | Flensburg                    | DE           | Altes Gymnasium                                                   | | |
| 1566      | Eutin                        | DE           | Johann-Heinrich-Voß-Gymnasium                                     | Gelehrtenschule | Seit 1309 ist eine Lateinschule belegt |
| 1566/67   | Norden                       | DE           | Ulrichsgymnasium                                                  | Lateinschule | Seit 1631 Paedagogium illustre, damit Erwerb der allgemeinen Hochschulreife möglich; Namensgebung nach dem ostfriesischen Grafen Ulrich II. |
| 1569      | Holzminden                   | DE           | Campe-Gymnasium                                                   | Reformierte Internatsschule                                                                                            | |
| 1570      | Bad Hersfeld                 | DE           | Konrad Duden Schule                                               | Trivialschule | Schule im Franziskanerkloster; 1570 Stiftungsurkunde vom Abt Michael und Schutzbrief Kaiser Maximilians II. |
| 1572      | Jülich                       | DE           | Gymnasium Zitadelle                                               | Partikularschule | Ab 1664 Jesuitenschule |
| 1572      | Memmingen                    | DE           | Elsbethenschule                                                   | Lateinschule | Ab 1802 auch deutsche Schule; seit 1969 Grundschule |
| 1573      | Hall in Tirol                | AT           | Franziskanergymnasium                                             | Jesuitenkolleg | nach Aufhebung des Jesuitenordens 1773 von den Franziskanern übernommen |
| 1573      | Traben-Trarbach              | DE           | Gymnasium Traben-Trarbach                                         | Lateinschule | Ab 1649 Gymnasium illustre |
| 1573      | Oldenburg                    | DE           | Altes Gymnasium                                                   | Lateinschule | |
| 1573      | Graz                         | AT           | Akademisches Gymnasium                                            | Jesuitenkolleg | seit der Gründung der Universität Graz 1585 akademisches Gymnasium; seit 1773 staatlich |
| 1573      | Jever                        | DE           | Mariengymnasium                                                   | Lateinschule | |
| 1573      | Grünstadt                    | DE           | Leininger-Gymnasium                                               | Lateinschule | 1573 Höninger Lateinschule, 1630 kriegsbedingte Einstellung des Schulbetriebs, 1729 Neugründung in Grünstadt, 1752 Umwandlung in Gymnasium, 1802–1811 École Secondaire, 1811–1817 Collège, 1817–1933 bay. Progymnasium, 1933–1945 Oberschule, 1945–1950 Realschule, 1950–1962 Progymnasium, seit 1962 Leininger-Gymnasium |
| 1574      | Berlin                       | DE           | Gymnasium zum Grauen Kloster                                      | Landesschule | |
| 1575      | Kopenhagen                   | DK           | Deutsche Schule St. Petri                                         | Armenschule; deutsche Schule                                                                                           | Älteste noch bestehende Deutsche Auslandsschule |
| 1575      | Merseburg                    | DE           | Domgymnasium                                                      | Stiftsschule | 1830 Stiftsschule, 1830–1945 Domgymnasium, 1946–59 Ernst-v.-Harnack-Oberschule, 1959–1991 Ernst-Haeckel-Oberschule (EOS), seit 1991 wieder Domgymnasium |
| 1578      | Neustadt an der Weinstraße   | DE           | Kurfürst-Ruprecht-Gymnasium                                       | Gymnasium illustre | |
| 1577      | Schleusingen                 | DE           | Hennebergisches Gymnasium „Georg Ernst“                           | Gymnasium | Gründung durch Graf Georg Ernst von Henneberg mit Alumnat, nach 1945 „Max-Greil-Oberschule“, seit 1992 Gymnasium „Georg Ernst“ |
| 1579      | Korbach                      | DE           | Alte Landesschule                                                 | Gymnasium illustre | Gründung der Grafen von Waldeck, Vorläufer der gräflichen Schule war eine städtische Schule (seit mindestens 1266), zwischen beiden gab es eine räumliche und zum Teil personelle Kontinuität |
| 1579      | Wuppertal-Barmen             | DE           | Gymnasium Sedanstraße                                             | Deutsche Schule | Gegründet von Barmer Bürgern und der Pfandherrin des Bergischen Amtes Beyenburg, der Gräfin Maria von Waldeck. Lateinschule seit ca. 1600 |
| 1580      | Rostock                      | DE           | Große Stadtschule                                                 | Lateinschule | |
| 1582      | Moers                        | DE           | Gymnasium Adolfinum                                               | Schola illustris | Eine Lateinschule gab es seit 1574; ab 1821 Progymnasium, ab 1874 Gymnasium |
| 1582      | Freiburg im Üechtland        | DE           | Kollegium St. Michael                                             | Jesuitenkolleg | |
| 1582      | Augsburg                     | DE           | Gymnasium bei St. Stephan                                         | Jesuitenkolleg | Jesuitenkolleg St. Salvator, 1807 aufgehoben; 1828 als kath. Bürgerschule im Gebäude des säkularisierten Damenstifts St. Stephan neu begründet; 1835 an Benediktiner übergeben; als „gymnasium sui generis“ seit der Neugründung staatliches Gymnasium mit Vorrechten des Klosters bzgl. der Schulleitung |
| 1582      | Gars am Inn                  | DE           | Gymnasium Gars                                                    | Lateinschule der Augustiner-Chorherren                                                                                 | |
| 1582      | Koblenz                      | DE           | Görres-Gymnasium                                                  | Jesuitenkolleg | |
| 1584      | Leer (Ostfriesland)          | DE           | Ubbo-Emmius-Gymnasium                                             | Lateinschule | |
| 1586      | Göttingen                    | DE           | Max-Planck-Gymnasium                                              | Pädagogium | |
| 1586      | Bamberg                      | DE           | Kaiser-Heinrich-Gymnasium                                         | Collegium Ernestinum; Priesterseminar mit Gymnasium                                                                    | Seit Anfang des 17. Jahrhunderts Jesuitenschule |
| 1586      | Durlach                      | DE           | Markgrafen-Gymnasium                                              | Gymnasium illustre | 1724 nach Karlsruhe (neue Residenzstadt) verlegt, das Durlacher Gymnasium blieb weiterhin bestehen |
| 1586      | Zittau                       | DE           | Christian-Weise-Gymnasium                                         | Lateinschule | |
| 1588      | Steinfurt                    | DE           | Gymnasium Arnoldinum                                              | Gymnasium illustre | |
| 1589      | Basel                        | CH           | Gymnasium am Münsterplatz                                         | Städtisches Gymnasium                                                                                                  | |
| 1589      | Regensburg                   | DE           | Jesuitisches Gymnasium, gegründet im leer stehenden Mittelmünster | Nach Auflösung des Jesuitenordens 1773 Namensänderung zu bischöfliches Gymnasium St. Paul mit Oberstufe (Lyzeum)       | Neubau des Schulgebäudes 1762/73. Das neue Gebäude wurde 1809 im Laufe der Schlacht bei Regensburg völlig zerstört. Daraufhin 1811 Vereinigung mit dem 1505 gegründetem protestantischen Gymnasium poeticum zum vereinigten paritätischen Gymnasium. Nach Neubau am Ägidienplatz genannt Königlich bayerisches Gymnasium nach 1880 Altes Gymnasium. Seit 1962 im Neubau im Stadtwesten, mit Namensgebung Albertus-Magnus-Gymnasium                                    |
| 1592      | Wuppertal-Elberfeld          | DE           | Wilhelm-Dörpfeld-Gymnasium                                        | Lateinschule | Deutsche Schule bestand schon vor der Reformation. 1592 Anschluss einer Lateinklasse unter eigenem Rektorat. |
| 1595      | Osnabrück                    | DE           | Ratsgymnasium                                                     | Stadtschule | |
| 1596      | St. Blasien                  | DE           | Kolleg St. Blasien                                                | Jesuitenkolleg | Gegründet in Freiburg im Üechtland in der Schweiz, 1856 nach Feldkirch (Vorarlberg) gezogen, 1934 nach St. Blasien |
| 1597      | Schwelm                      | DE           | Märkisches Gymnasium Schwelm                                      | Lateinschule | Die Kirche verlor im Jahr 1807 die Schulaufsicht an eine staatliche Schulkommission. Bekanntester Schulleiter (1946–1951) war der Reformpädagoge Fritz Helling |
| 1597      | Siegburg                     | DE           | Anno-Gymnasium                                                    | Lateinschule | 1593/1594 Erlass zur Gründung einer Lateinschule; 1855 Progymnasium; 1886 Gymnasium in staatlicher Trägerschaft, 1974 Übernahme der Trägerschaft durch die Stadt Siegburg |
| 1599      | Gundorf                      | DE           | Grundschule Gundorf                                               | Evangelische Schule | 1599 erster Küster Bartholomäus Heinrich; über 400 Jahre vollständig nachgewiesene Schulgeschichte; nach 322 Jahren im Jahr 1921 Übergang in staatliche Aufsicht |

### 17. Jahrhundert
| Gegründet       | Stadt                    | Land (heute) | Schule (heutiger Name)                                           | Schultypus bei der Gründung                        | Entwicklung |
| --------------- | ------------------------ | ------------ | ---------------------------------------------------------------- | -------------------------------------------------- | --- |
| 1601            | Aachen                   | DE           | Kaiser-Karls-Gymnasium                                           | Jesuitenschule                                     | Ab 1773 städtisch. |
| spätestens 1601 | Büdingen                 | DE           | Wolfgang-Ernst-Gymnasium                                         | Lateinschule                                       | |
| 1602            | Detmold                  | DE           | Gymnasium Leopoldinum                                            | Provinzialschule                                   | Ab 1833 Leopoldinum (nach dem Stifter eines Schulneubaus, Fürst Leopold II. zur Lippe); 1949–1987 getrennt in Leopoldinum I und II |
| 1604            | Konstanz                 | DE           | Heinrich-Suso-Gymnasium                                          | Jesuitenkolleg                                     | |
| 1604            | Saarbrücken              | DE           | Ludwigsgymnasium                                                 | Gymnasium                                          | Ältestes Gymnasium im Saarland |
| 1605            | Gießen                   | DE           | Landgraf-Ludwigs-Gymnasium                                       | Lateinschule                                       | |
| 1605            | Coburg                   | DE           | Casimirianum                                                     | Hohe Schule                                        | |
| 1607            | Hanau                    | DE           | Hohe Landesschule                                                |                                                    | |
| 1608            | Gera                     |              | Rutheneum seit 1608                                              | Gymnasium                                          | |
| 1609            | Iserlohn                 | DE           | Märkisches Gymnasium                                             | Lyzeum Iserlohnense                                | 1609–1703 schola sancta, 1703–1727 Gelehrtenschule, 1793–1840 Lateinschule, 1840–1863 höhere Bürgerschule, 1863–1890 Realschule I. Ordnung und Realgymnasium, 1919–1933 Reformrealgymnasium und Oberrealschule in der Weimarer Republik                          |
| 1609            | Duisburg-Meiderich       | DE           | Heinrich-Bongers-Schule                                          | Freischule                                         | 1609–1709 evangelische Schule, seit 1875/79 kommunale Volksschule, seit 1968 Grundschule, seit 1978 städtische Gemeinschaftsschule mit Schulkindergarten und städtische katholische Grundschule                                                                  |
| 1611            | Rudolstadt               | DE           | Gymnasium Fridericianum                                          | Lateinschule                                       | 1664 zu einer fürstlichen Landesschule umgewandelt 1894 Umzug in ein neues größeres Gebäude |
| 1612            | Stockholm                | SE           | Deutsche Schule                                                  | Deutsche Schule                                    | Älteste Schule Stockholms; Gründung durch die St. Gertruds-Gemeinde; 1939–1953 geschlossen |
| 1614            | Bückeburg                | DE           | Gymnasium Adolfinum                                              | Lateinschule                                       | |
| 1614            | Stuttgart                | DE           | Collegium Ambrosianum                                            | Lateinschule                                       | Später bischöfliches Spätberufenenseminar, 1983 verlegt in das bischöfliche Kolleg St. Josef in Ehingen (Donau) und umbenannt in Ambrosianum, 2010 verlegt nach Tübingen und umbenannt in Theologisch-propädeutisches Jahr Ambrosianum                           |
| spätestens 1616 | Neuburg an der Donau     | DE           | Descartes-Gymnasium                                              | Lateinschule                                       | Bereits im 16. Jahrhundert als Lateinschule gegründet, 1616 von Jesuiten als Gymnasium übernommen |
| 1617            | Salzburg                 | AT           | Akademisches Gymnasium                                           | Humanistisches Gymnasium                           | |
| 1618            | Mönchengladbach          | DE           | Stiftisches Humanistisches Gymnasium                             | Lateinschule                                       | 1315 Schuleinrichtung der Benediktinerabtei, seit 1877 Gymnasium |
| 1619            | Husum (Ortsteil Rödemis) | DE           | Iven-Agßen-Schule                                                | Volksschule                                        | Seit 1978 Grundschule, älteste hier aufgeführte Volksschule |
| 1620            | Aschaffenburg            | DE           | Kronberg-Gymnasium                                               | Jesuitenschule                                     | |
| 1620            | Heilbronn                | DE           | Theodor-Heuss-Gymnasium                                          | Gymnasium                                          | Aus der seit dem 15. Jahrhundert belegten Lateinschule hervorgegangen, Gymnasium 1620–1827, Karlsgymnasium 1827–1938, Theodor-Heuss-Gymnasium seit 1950 |
| 1625            | Bad Münstereifel         | DE           | St. Michael-Gymnasium                                            | Jesuitenschule                                     | Gründungsbeschluss gefasst am 29. September 1625 (Michaelistag) auf Betreiben des Rats der Stadt Münstereifel durch den Jesuitenorden. |
| 1626            | Bonn                     | DE           | Beethoven-Gymnasium                                              | Minoritengymnasium                                 | Ab 1673 Jesuitenkolleg. |
| 1627            | Coesfeld                 | DE           | Gymnasium Nepomucenum                                            | Jesuitenkolleg                                     | |
| 1628            | Warburg                  | DE           | Gymnasium Marianum                                               | Klosterschule                                      | Dominikaner; ab 1826 königliches Progymnasium; ab 1874 städtisches Gymnasium |
| 1628            | Hamburg-Heimfeld         | DE           | Friedrich-Ebert-Gymnasium                                        |                                                    | |
| 1629            | Landshut                 | DE           | Hans-Carossa-Gymnasium Landshut                                  | Jesuitenkolleg                                     | |
| 1629            | Burghausen               | DE           | Kurfürst-Maximilian-Gymnasium                                    | Jesuitenkolleg                                     | |
| 1629            | Darmstadt                | DE           | Ludwig-Georgs-Gymnasium                                          | Paedagogium                                        | |
| 1630            | Rottweil                 | DE           | Albertus-Magnus-Gymnasium                                        | Lyzeum der Dominikaner                             | |
| 1631            | Straubing                | DE           | Johannes-Turmair-Gymnasium                                       | Jesuitenschule                                     | Seit 1631 höhere Schule der Jesuiten; seit 1773 städtisch; 1966 heutige Namensgebung nach dem bayerischen Geschichtsschreiber Aventin, gen. Turmair. |
| 1632            | Schweinfurt              | DE           | Celtis-Gymnasium                                                 | Humanistisches Gymnasium                           | Gegründet unter dem Namen „Gymnasium Gustavianum“ nach dem Schwedenkönig Gustav Adolf, 1833 nach dem neuen Landesvater Ludwig I. in Gymnasium Ludovicianum umbenannt, 1964 erneute Umbenennung nach dem Humanisten Konrad Celtis.                                |
| 1637            | Rheda-Wiedenbrück        | DE           | Ratsgymnasium                                                    | Stadtschule                                        | |
| 1639            | Schöningen               | DE           | Anna-Sophianeum                                                  | Lateinschule                                       | 1956 heutige Namensgebung |
| 1639            | Köln                     | DE           | Ursulinenschule                                                  | Erzbischöfliche Schule                             | |
| 1640            | Schöningen               | DE           | Anna-Sophianeum                                                  | Lateinschule                                       | 1808 aufgehoben und als Stadtknabenschule weitergeführt; seit Ende des 19. Jahrhunderts Progymnasium bzw. Realgymnasium |
| 1642            | Dorsten                  | DE           | Gymnasium Petrinum                                               |                                                    | Seit 1823 Progymnasium, 1837 staatliche Schulleitung, seit 1900 Vollgymnasium. |
| 1642            | Meppen                   | DE           | Windthorst-Gymnasium                                             | Jesuitengymnasium                                  | Seit 1820 in Königliches Gymnasium. |
| 1643            | Arnsberg                 | DE           | Gymnasium Laurentianum                                           | Gymnasium der Prämonstratenser                     | |
| 1644            | Admont                   | AT           | Stiftsgymnasium Admont                                           | Gymnasium der Benediktiner                         | |
| 1646            | Aurich                   | DE           | Gymnasium Ulricianum                                             |                                                    | |
| 1649            | Feldkirch                | AT           | Bundesgymnasium                                                  | Jesuitenkolleg                                     | |
| 1652            | Hadamar                  | DE           | Fürst-Johann-Ludwig-Schule                                       | Gymnasium der Jesuiten                             | |
| 1652            | Trier                    | DE           | Auguste-Viktoria-Gymnasium                                       | Klosterschule der Augustinerinnen für Mädchen      | |
| 1652            | Vechta                   | DE           | Gymnasium Antonianum Vechta                                      | Klosterschule der Franziskaner                     | Seit 1719 Vollgymnasium. |
| 1655            | Brilon                   | DE           | Gymnasium Petrinum                                               | Klosterschule der Minoriten für Jungen             | Klosterschule bis 1804; 1821 Wiedergründung als städtisches Progymnasium; seit 1858 Vollgymnasium. |
| 1655            | Schwäbisch Hall          | DE           | Gymnasium bei St. Michael                                        | Gymnasium illustre                                 | 1318 Lateinschule in Hall |
| 1656            | Schleiz                  | DE           | Gymnasium Rutheneum seit 1961 Dr.-Konrad-Duden-Gymnasium Schleiz | Gymnasium                                          | Eine Lateinschule existierte seit dem 13./14. Jahrhundert. Das Dudengymnasium führt die Schultradition fort. |
| 1657            | Hamm                     | DE           | Gymnasium Hammonense                                             | Gymnasium academicum                               | Seit 1781 humanistisches Gymnasium nach Zusammenlegung mit der Lateinschule. |
| 1657            | Horn                     | AT           | Bundesgymnasium                                                  | Piaristengymnasium                                 | 1657 als Schola Hornana gegründet, 1872 Umwandlung in ein Landesgymnasium, 1883/84 Zubau eines Schülerheims, 1921 Umwandlung in ein Bundesgymnasium, 1928 Zubau des ersten österreichischen Aufbaugymnasiums.                                                    |
| 1658            | Rheine                   | DE           | Gymnasium Dionysianum                                            |                                                    | |
| 1658            | Paderborn                | DE           | Gymnasium St. Michael Paderborn                                  | Freischule                                         | Mädchengymnasium der Augustiner Chorfrauen |
| 1658            | Ellwangen                | DE           | Peutinger-Gymnasium                                              |                                                    | Hervorgegangen aus einer 764 gegründeten Klosterschule, 1658 Umwandlung in Jesuitenschule was als offizielle Gründung gilt. Seit 1802 königlich-württembergisches Vollgymnasium.                                                                                 |
| 1659            | Breslau                  | PL           | Matthias-Gymnasium                                               | Jesuitengymnasium                                  | Führte die Tradition einer seit 1638 existierenden Jesuitenschule fort; zwischen 1773 und 1811 als Akademisches Gymnasium mit der Leopoldinischen (katholischen) Universität verbunden.                                                                          |
| 1659            | Kempen                   | DE           | Gymnasium Thomaeum                                               | Städtisches Gymnasium                              | Bis 1802 nur geistliche Schulleiter. |
| 1660            | Münnerstadt              | DE           | Johann-Philipp-von-Schönborn-Gymnasium                           |                                                    | Bis 1680 unter der Leitung der Bartholomiten, dann bis 1803 der Augustiner. |
| 1660            | Offenburg                | DE           | Grimmelshausen-Gymnasium Offenburg                               | Klosterschule                                      | Gegründet vom Franziskaner- und Minoritenorden, 1803 verstaatlicht, 1937 nach Johann Jakob Christoffel von Grimmelshausen benannt. |
| 1662            | Augsburg                 | DE           | Maria-Ward-Gymnasium                                             | Höhere Töchterschule im Englischen Institut        | Bis 1992 Schule der Ordensgemeinschaft Congregatio Jesu, heute sprachliches und wirtschaftswissenschaftliches Gymnasium für Mädchen in Trägerschaft der Diözese Augsburg.                                                                                        |
| 1662            | Brig                     | CH           | Kollegium Brig                                                   | Jesuitenschule                                     | |
| 1664            | Bayreuth                 | DE           | Gymnasium Christian-Ernestinum                                   | Gymnasium illustre                                 | Im 19. Jahrhundert Königliche Studienanstalt Bayreuth, seit 1891 Königlich-Bayrisches Gymnasium, seit 1952 wieder unter dem alten Namen Gymnasium Christian-Ernestinum, heute sprachliches, humanistisches und naturwissenschaftlich-technologisches Gymnasium   |
| 1667            | Emmendingen              | DE           | Goethe-Gymnasium                                                 | Lateinschule                                       | 1695 Neugründung durch den bad. Markgrafen Fridericus Magnus, nach 1848 Höhere Bürgerschule, 1895 Realschule, 1934 Realprogymnasium, 1937 Dietrich-Eckart-Oberschule für Jungen, 1946 Oberrealschule, 1948 Gymnasium, ab 1974 Goethe-Gymnasium                   |
| 1670            | Baden-Baden              | DE           | Klosterschule vom Heiligen Grab                                  | Mädchenpensionat                                   | 1952 Progymnasium, 1970 Vollgymnasium, seit 1982 Koedukation. |
| 1672            | Mannheim                 | DE           | Karl-Friedrich-Gymnasium                                         | Reformiertes Pädagogium                            | Ab 1720 Jesuiten-Gymnasium. |
| 1675            | Magdeburg                | DE           | Domgymnasium                                                     |                                                    | Ab 1928 Vereinigtes Dom- und Klostergymnasium, ab 1949 Humboldtschule (später Humboldtschule EOS), ab 1989 Humboldt-Gymnasium, 2007 geschlossen. Die 1989 neu gegründete Privatschule Ökumenisches Domgymnasium beruft sich auf die Tradition des Domgymnasiums. |
| 1677            | Düsseldorf               | DE           | St.-Ursula-Gymnasium                                             | Mädchenschule der Ursulinen                        | |
| 1677            | Vreden                   | DE           | Gymnasium Georgianum                                             | Gründung durch Franziskaner-Observaten             | |
| 1680            | Lingen (Ems)             | DE           | Gymnasium Georgianum                                             | Trivialschule                                      | 1697–1819 Gymnasium academicum, danach Gymnasium |
| 1681            | Düren                    | DE           | St. Angela-Schule                                                | Mädchenschule der Ursulinen                        | Seit 1829 Mädchen-Elementarschule; 1927 private Mädchenmittelschule, seit 1931 Realschule und Gymnasium |
| 1683            | Burghausen               | DE           | Maria-Ward-Realschule                                            | Realschule                                         | Private Realschule, bis Mai 2018 Kloster der englischen Fräulein, Mitglied der Maria Ward Schulstiftung Passau |
| 1686            | Stuttgart                | DE           | Eberhard-Ludwigs-Gymnasium und Karls-Gymnasium                   | Gymnasium illustre                                 | |
| 1686            | Bensheim                 | DE           | Altes Kurfürstliches Gymnasium                                   |                                                    | |
| 1686            | Ehingen                  | DE           | Gymnasium Ehingen                                                | Schule der Benediktinermönche                      | Seit 1825 staatlich |
| 1686            | Geseke                   | DE           | Gymnasium Antonianum                                             | Franziskanergymnasium                              | Später städtisches Gymnasium mit neusprachlichem Schwerpunkt |
| 1688            | Tauberbischofsheim       | DE           | Matthias-Grünewald-Gymnasium Tauberbischofsheim                  | Franziskanergymnasium                              | 1688 Der Fürstbischof von Mainz genehmigt der Stadt Bischofsheim die Gründung eines Gymnasiums unter Leitung der Franziskaner; 1954 Neuer Schulname: Matthias-Grünewald-Gymnasium                                                                                |
| 1689            | Berlin                   | DE           | Französisches Gymnasium                                          | Französischsprachiges Gymnasium für die Hugenotten | |
| 1690            | Münster                  | DE           | Annette-von-Droste-Hülshoff-Gymnasium                            |                                                    | |
| 1691            | Leipzig                  | DE           | August-Bebel-Schule (Leipzig)                                    |                                                    | |
| 1691            | Saarlouis                | DE           | Gymnasium am Stadtgarten                                         | Collège der Augustinermönche                       | Seit 1815 preußisches Collegium. |
| 1694            | Frankfurt an der Oder    | DE           | Friedrichsgymnasium                                              | Lateinschule                                       | Am 1. Juli 1694 durch Kurfürst Friedrich III von Brandenburg gegründet. Schließung 2008. Gebäude als Grundschule weiter genutzt. |
| 1696            | Freiburg                 | DE           | St.-Ursula-Gymnasium                                             | Schule der Ursulinen                               | heute privates Gymnasium in der Trägerschaft des Schulstiftung der Erzdioziöse Freiburg |
| 1698            | Halle                    | DE           | Latina                                                           | Waisenschule                                       | 1946 Überführung in eine EOS; 1991 wieder ein Landesgymnasium |
| 1699            | Dorsten                  | DE           | Gymnasium St. Ursula                                             | Töchterschule des Ursulinenklosters                | Im 19. Jahrhundert in ein Lyzeum umgewandelt, später Oberlyzeum; während des Dritten Reiches staatliche Oberschule; seit 1946 Gymnasium |

### 18. Jahrhundert
| Gegründet | Stadt                                 | Land (heute) | Schule (heutiger Name)                                      | Schultypus bei der Gründung                            | Entwicklung |
| --------- | ------------------------------------- | ------------ | ----------------------------------------------------------- | ------------------------------------------------------ | --- |
| 1704      | Plön                                  | DE           | Gymnasium Schloss Plön                                      | Lateinschule                                           | Bis 1821 nach dem Begründer Christoph Gensch von Breitenau “Breitenauiarium” oder “Breitenauisches Gestift” genannt. Wurde 1814 in den Rang einer Gelehrtenschule erhoben, 1922 mit der Kadettenanstalt vereinigt. Von 1933 bis 1945 war sie eine Nationalpolitische Erziehungsanstalt, ab 1946 “Internatsoberschule Schloss Plön” und wurde 2001 umbenannt in “Gymnasium Schloss Plön”. |
| 1709      | Dresden                               | DE           | St. Benno-Gymnasium                                         | Lateinschule für die Dresdner Kapellknaben             | 1939 aufgelöst; 1991 neu gegründet |
| 1712      | Fritzlar                              | DE           | Ursulinenschule Fritzlar                                    | Mädchenschule                                          | Während Bismarcks Kulturkampf und im Dritten Reich geschlossen. Heute eine ganztägige koedukative Gesamtschule |
| 1712      | Herford                               | DE           | Wilhelm-Oberhaus-Schule                                     | Katholische Elementarschule                            | Seit 1968 ist die ehemalige katholische Elementarschule bzw. Volksschule und heutige katholische Grundschule die einzige städtische Konfessionsschule. |
| 1712      | Uetersen                              | DE           | Rosenstadtschule                                            | Rektorschule/Lateinschule                              | 1712 wurde durch ein Vermächtnis von Ida Hedwig von Brockdorff die im vorausgegangenen Krieg zerstörte Rektorschule aus dem Jahr 1542 wiederaufgebaut. Diese Schule wurde später durch ein Rektorat ersetzt, das wegen Platzmangel geschlossen wurde. Folgeschule wurde 1866 die „Schule am Roggenfeld“ die heutige „Rosenstadtschule“. |
| 1715      | Rastatt                               | DE           | Ludwig-Wilhelm-Gymnasium                                    | Piaristenkolleg                                        | 22. Juni 1715 Stiftung des Rastatter Piaristenkollegs durch Markgräfin Augusta Sybilla |
| 1723      | Niederalteich (Niederbayern)          | DE           | St.-Gotthard-Gymnasium                                      | Klosterschule der Benediktinermönche von Niederaltaich | Schultradition seit Gründung des Klosters (731 bzw. 741). 1723 Benennung nach dem Heiligen Gotthard, 1803 Säkularisation des Klosters und Schließung der Schule, 1918 Wiedergründung des Klosters und der Schule (1925), 1937 von Nationalsozialisten angeordnete Schließung, 1946 Wiedereröffnung |
| 1724      | Karlsruhe                             | DE           | Bismarck-Gymnasium                                          | Gymnasium illustre                                     | von Durlach in die neue Residenzstadt verlegt; 1836 mit der höheren Bürgerschule verbunden |
| 1724      | Meran (Südtirol)                      | IT           | Benediktinergymnasium Meran                                 | Gymnasium der Benediktiner                             | Wurde 1946 eine öffentliche Schule und ist seit 1987 ein Gymnasium mit zwei Fachrichtungen: humanistisch und neusprachlich. 2011 wurde die ursprüngliche Schule mit dem Josef-Ferrari-Gymnasium zusammengeschlossen. |
| 1735      | Schwerin                              | DE           | Niels-Stensen-Schule                                        | Katholische Schule                                     | Wurde 1939 widerrechtlich geschlossen. Die Grundschule wurde 1994, die weiterführende Schule 2006 wiedereröffnet. |
| 1738      | Potsdam                               | DE           | Helmholtz-Gymnasium                                         | Stadtschule                                            | seit 1812 Gymnasium; seit 1946 Erweiterten Oberschule; 1991 Neugründung als Gymnasium |
| 1738      | Altona                                | DE           | Christianeum                                                | Gymnasium Academicum                                   | Lateinschule als Vorläufer bereits seit 1683 |
| 1743      | Rietberg                              | DE           | Gymnasium Nepomucenum                                       | Franziskanergymnasium                                  | Seit Beginn des 19. Jahrhunderts Progymnasium; seit 1972 Vollgymnasium |
| 1745      | Erlangen                              | DE           | Gymnasium Fridericianum                                     | Gymnasium Illustre                                     | |
| 1746      | Wien                                  | AT           | Öffentliches Gymnasium der Stiftung Theresianische Akademie | Kaiserliche Akademie (Ritterakademie)                  | Bis 1773 von Jesuiten geleitet; 1783 aufgelöst, in der Favorita wird eine Ingenieurakademie untergebracht; 1797 Wiedererrichtung der „Theresianischen Ritterakademie“ unter der Leitung der Piaristen; 1849 Gymnasium unter staatlicher Aufsicht, Öffnung für das Bürgertum; 1938 Auflösung der Theresiana und Einrichtung einer Nationalpolitischen Erziehungsanstalt; seit 1957 wieder Gymnasium |
| um 1755   | Bruchsal                              | DE           | Schönborn-Gymnasium                                         | Von Jesuiten geleitete Lateinschule                    | 1773 bis 1797 Fusion mit Priesterseminar, danach durch Augustiner geleitet, ab 1870 nicht mehr rein katholisch |
| 1758      | Wien                                  | AT           | HTL Spengergasse                                            | k.k. Commerzialzeichnungsakademie                      | Die älteste berufsbildende Schule Österreichs und eine der ältesten technischen Schulen der Welt. |
| 1761      | Bonn-Bad Godesberg                    | DE           | KGS Burgschule                                              | katholische Elementarschule                            | 1761 vom Kölner Kurfürsten Maximilian Friedrich von Königsegg-Rothenfels genehmigte Dorfschule; später Volksschule. Seit 1968 katholische Grundschule. |
| 1764      | Boppard                               | DE           | Kant-Gymnasium                                              | Lateinschule der Franziskaner                          | 1764 als Lateinschule gegründet und 1805 in Trägerschaft der Stadt übergegangen |
| 1764      | Gummersbach                           | DE           | Gymnasium Grotenbach                                        | Rektoratsschule für Jungen und Mädchen                 | |
| 1770      | Schopfheim                            | DE           | Theodor-Heuss-Gymnasium Schopfheim                          | Gegründet als Lateinschule                             | 1838 in eine Höhere Bürgerschule umgewandelt, 1922 in eine Oberrealschule, seit 1948 Gymnasium |
| 1774      | Dessau                                | DE           | Philanthropinum Dessau                                      | Reformschule der Aufklärung                            | Durch Johann Bernhard Basedow (1724–1790) zusammen mit Christian Heinrich Wolke (1741–1825) gegründet. Hatte gesamteuropäische Ausstrahlung. Nach dem 2. Weltkrieg am ursprünglichen Standort wieder gegründet. Heute Gymnasium. |
| 1775      | Blieskastel                           | DE           | Von der Leyen-Gymnasium                                     |                                                        | |
| 1778      | Berlin                                | DE           | Jüdisches Gymnasium Moses Mendelssohn                       |                                                        | |
| 1778      | Donaueschingen                        | DE           | Fürstenberg-Gymnasium                                       | Lateinschule                                           | Gründung durch Fürst Joseph Wenzel zu Fürstenberg am 1. Oktober 1778, Aufnahme des Unterrichts am 25. November 1778, Unterstellung unter die Großherzoglich Badische Regierung 1807, Umwandlung vom sechsjährigen zum siebenjährigen Gymnasium 1837, 1872 Progymnasium, 1903 Ausbau zum neunjährigen Vollgymnasium (erstes Abitur 1904),1937–1945 Abstufung zur Oberrealschule (Verlust des grundständigen Lateins), Wiedereinrichtung des humanistischen Zuges 1956, Einführung eines naturwissenschaftlichen und eines sprachlichen Profils 1997 |
| 1779      | Kassel                                | DE           | Friedrichsgymnasium                                         | Lyceum                                                 | Knüpfte an die Tradition einer bestehenden Lateinschule an |
| 1780      | Bozen                                 | IT           | Franziskanergymnasium                                       | Gymnasium                                              | |
| 1784      | Waltershausen, Ortsteil Schnepfenthal | DE           | Salzmannschule                                              | Erziehungsanstalt                                      | Gründung von Christian Gotthilf Salzmann; heute staatliches Spezialgymnasium für Sprachen |
| 1785      | Bocholt                               | DE           | St.-Georg-Gymnasium                                         | Lateinschule des Minoritenordens                       | Im Jahre 1903 erfolgt durch Verfügung des Ministeriums die Anerkennung als Vollgymnasium. |
| 1793      | Ftan                                  | CH           | Hochalpines Institut Ftan                                   | Gymnasium                                              | Gründung durch Andrea Rosius à Porta. Heute eine Mittelschule (Gymnasium) mit einem Internat und einer von der Swiss-Ski zertifizierten Sports Academy für junge Erwachsene. Es ist die älteste Privatschule des Engadins und einer der ältesten in der gesamten Schweiz. |
| 1795      | Neustrelitz                           | DE           | Gymnasium Carolinum                                         | Oberschule                                             | |
| 1799      | Wetzlar                               | DE           | Goetheschule                                                | private Oberschule                                     | 1810 Umwandlung in eine öffentliche Anstalt und Vereinigung mit einer seit 1695 von den Jesuiten geleiteten katholischen Schule zum Königlichen Gymnasium; nach der Einführung der integrierten Gesamtschulen im Landkreis Wetzlar 1969 gymnasiale Oberstufenschule |
| 1799      | Hagen                                 | DE           | Fichte-Gymnasium Hagen                                      | Handlungs-, Bürger- und Lateinschule                   | 1882 ministerielle Anerkennung als „Realgymnasium und Gymnasium“ |